# ボフォース 70口径40mm機関砲
ボフォース 70口径40mm機関砲（ボフォース70こうけい40ミリきかんほう、英語: Bofors 40mm L/70 autocannon、典: Bofors 40 mm automatkanon L/70）は、1940年代後半にスウェーデンのボフォース社が開発した機関砲。同社のボフォース 60口径40mm機関砲の後継にあたる。

## 開発に至る経緯
ボフォース社の60口径40mm機関砲は、第二次世界大戦において広く対空砲として活躍したが、その結果、戦後には各国とも余剰の在庫を抱えており、ボフォース社が新造したとしても買い手がない状況だった。しかしボフォース社は、大戦末期のジェット機の登場によって既存の砲は今後急速に陳腐化していくと判断、将来の経空脅威にも対処可能な新型対空兵器のニーズが発生すると予測して、開発に着手した。検討の結果、口径を拡大する方法と、口径は40mmのままで改良を加える方法が望ましいと考えられ、前者の手法を採択したものとしては60口径57mm速射砲（陸上用および艦載用）が開発された。一方、後者の手法にもとづいて開発されたのが本砲である。
1947年より試験が開始され、1948年末には市場に投入された。スウェーデン陸軍では40 mm lv-akan m/48として採用し、1951年より配備を開始した。

## 設計
基本構造は既存のモデルと同様だが、砲身長は70口径長に延長された。ライフリングは16条で、漸増転度式という点では60口径モデルと同様だが、転度は砲尾部では46口径長で1回転、砲口部では27口径長で1回転するように変更された。なお本砲では、艦載型でも空冷式とされている。
自動機構も60口径モデルと同様だが、排莢のメカニズムを改良することで、発射速度は最大300発/分・実用240発/分まで向上した。また後には、装填機構や砲尾構造の設計を刷新するとともにチタンなど新素材の導入を図ったことで、発射速度を450発/分まで向上させた改良型も登場し、ファストフォーティ型で採用された。
給弾は、60口径モデルと同様に4発入りの挿弾子によって行うことを基本とした。ただし、後にブレーダ社が艦載型向けに自動給弾装置（Automatic Feed Device, AFD）を開発しており、陸上型でも用いられるようになった。また、装甲戦闘車両への搭載を想定した40/70B（当初の名称は40mm L/70 Combat Vehicle Gun）では、砲尾部下方に設けられた24発入り弾倉から給弾する方式とされた。
弾薬としては、60口径モデルの40×311mmR弾よりも薬莢を延長した40×365mmR弾が採用された。砲口初速は60口径モデルの850－890メートル毎秒から約1,025メートル毎秒に増加、初活力も345,000ジュールに対して461,000ジュールまで増加した。ただしスウェーデン軍では、初期に導入した砲は60口径モデル（40 mm lv-akan m/36）の弾薬を使用するモデルとして、制式名はm/36-48とされた。またオランダ軍も同様の施策を行っており、訓練によって40×311mmR弾をすべて射耗したのちに、40×365mmR弾に適合するように改修された。

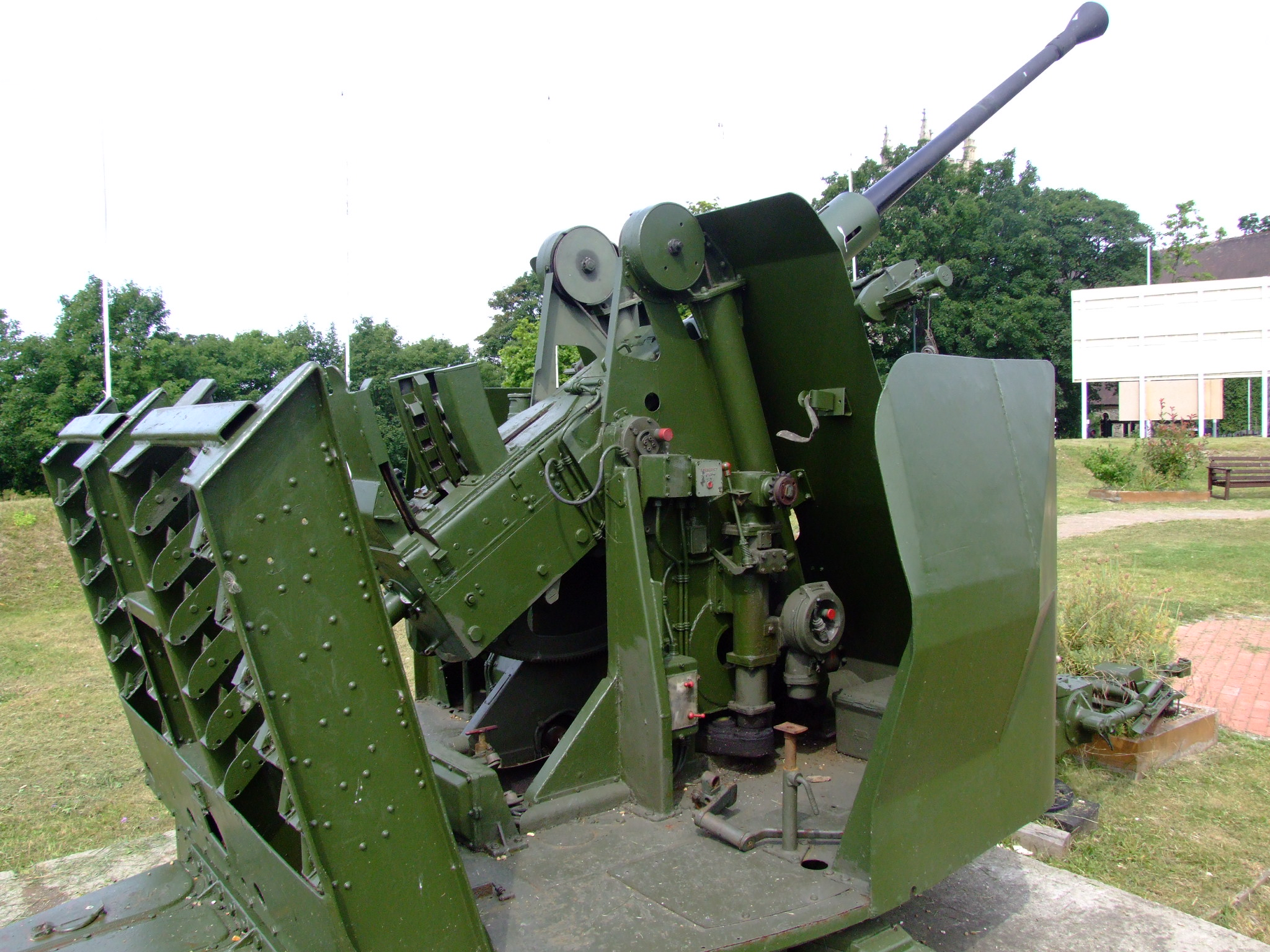
陸上型砲座
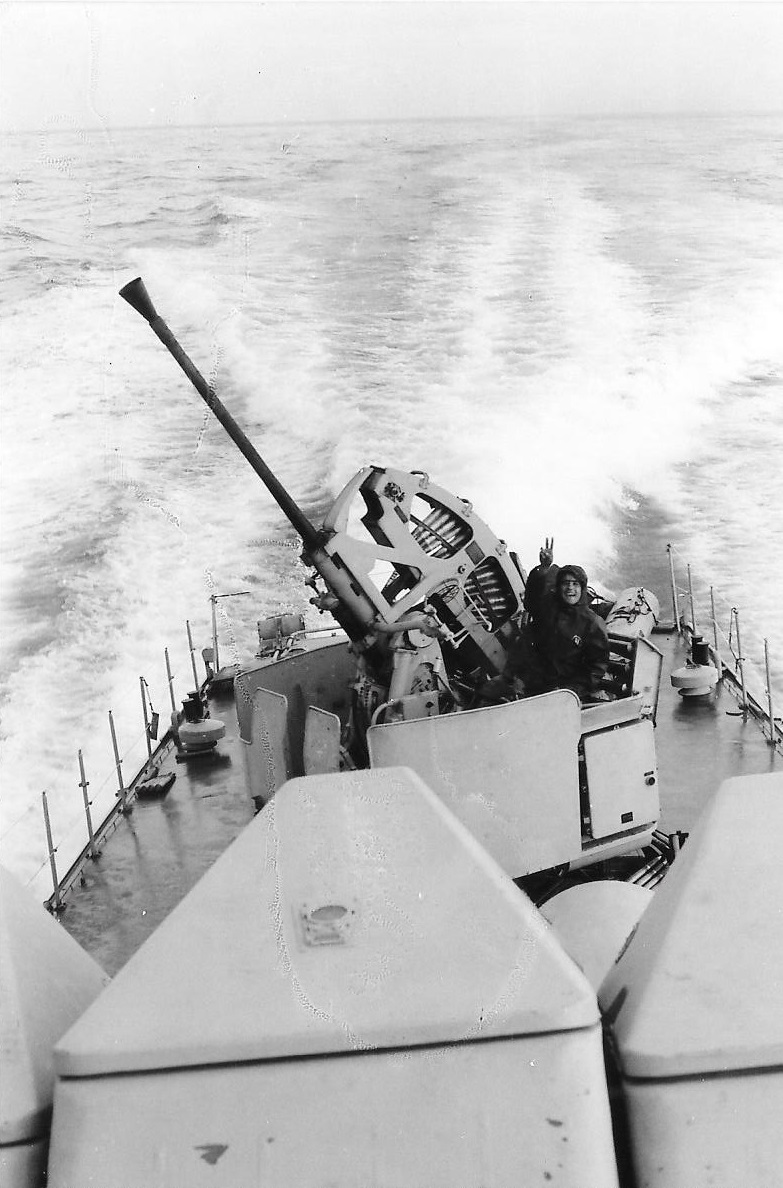
AFDを設置した艦載型マウント
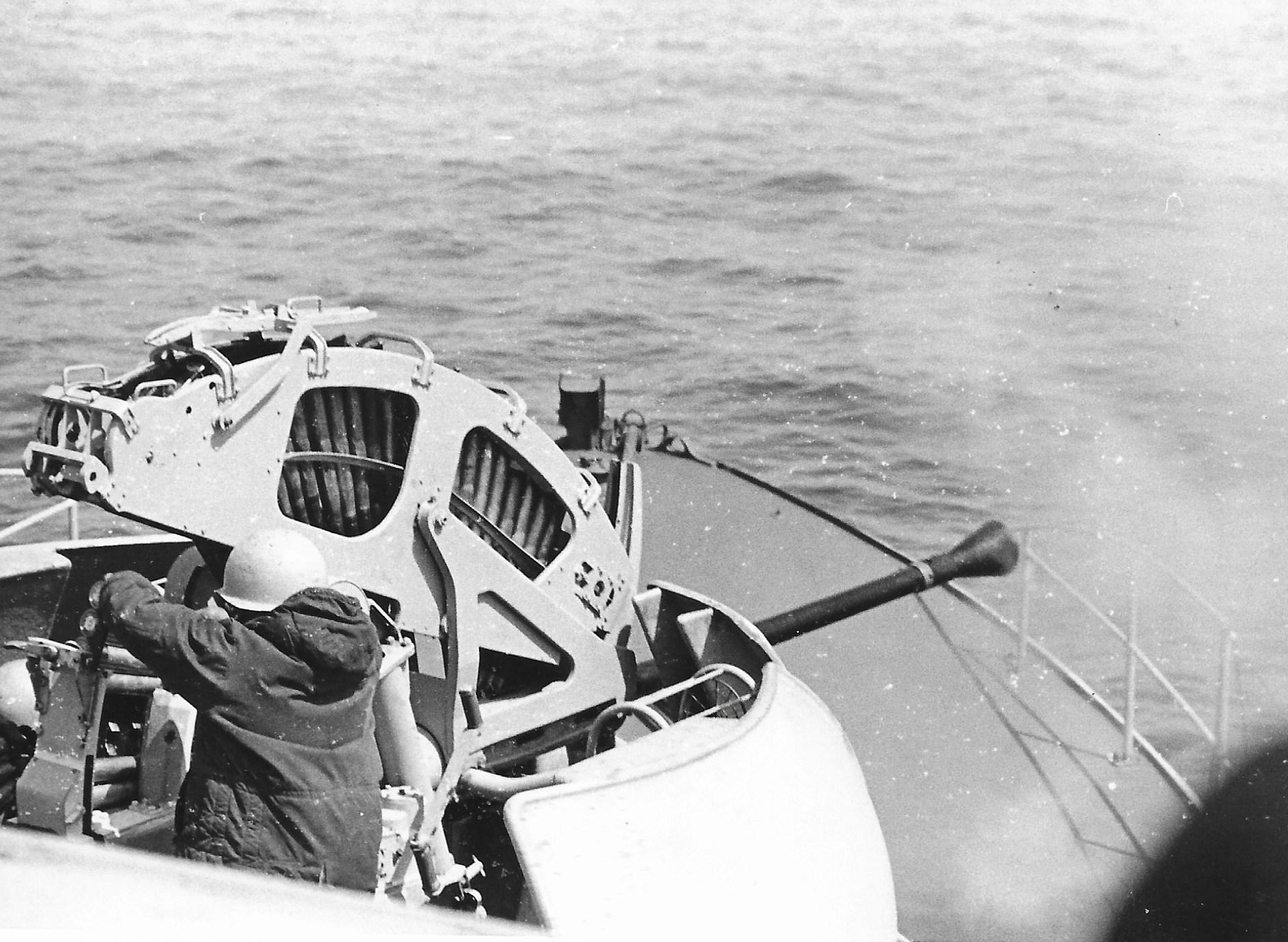
AFDの後部を跳ね上げ、挿弾子で給弾しての発砲シーン

## 実装

### 陸上型
60口径モデルと同様、70口径モデルも広く採用され、1953年11月には北大西洋条約機構（NATO）の標準的な対空機関砲として採択された。陸上型の対空砲には、外部から給電を受けるA型と、補助動力装置（APU）を備えるB型という2つの基本型がある。上記の通り、給弾は4発入りの挿弾子によって行うことを基本としたが、装填装置の上にある弾薬ガイドを円弧状に伸ばして、最大26発を装填することができた。2名の装填手は、後部砲座の両側に配置された96発収容可能な2つの即応弾ラックから挿弾子を取り出して、弾薬ガイドにセットすることになる。砲座の旋回加速度が速いため、振り落とされないよう、装填手はパッド付きの腰当てによって姿勢を保持する必要があった。標準的な砲員は6－7名であった。
様々な照準器を使用することができたが、未来位置修正角の算出機能を備えたNIFE SRS-5が多く用いられた。ただし、多くの場合にはこれらの照準器を用いた砲側照準ではなく、射撃統制システム（FCS）による中央統制での射撃が基本とされた。FCSとしては、オランダのシグナール（現タレス・ネーデルランド）社が開発したフライキャッチャーや、スイスのエリコン社が開発したスーパーフレーダーマウスやスカイガードが多く用いられる。
ただし対空機関砲を布陣させて、FCSによって適切な射撃が行えるように調整するには時間がかかるという問題があった。このことから、ボフォース社では1970年代初頭より、砲座単位で完結できるシステムの開発に着手しており、1972年より部分試作を開始、1975年より試験を行って、1976年より生産に入った。当初は「システム75」と称されていたが、後にBOFI（Bofors Optronic Fire-control Instrument）と命名された。この名の通り、当初は光学機器のみを使用したシステムであったため、好天下のシステム（fair weather gun system）と称されており、暗視装置によって夜間戦闘には対応できたものの、荒天下での性能は限られた。その後、砲身の上方にレーダーを備えた全天候型モデル（BOFI all-weather gun system, BOFI-R）も登場した。
なお、これらの対空砲のほか、Strf 9040やK21などの歩兵戦闘車の備砲としても用いられている。

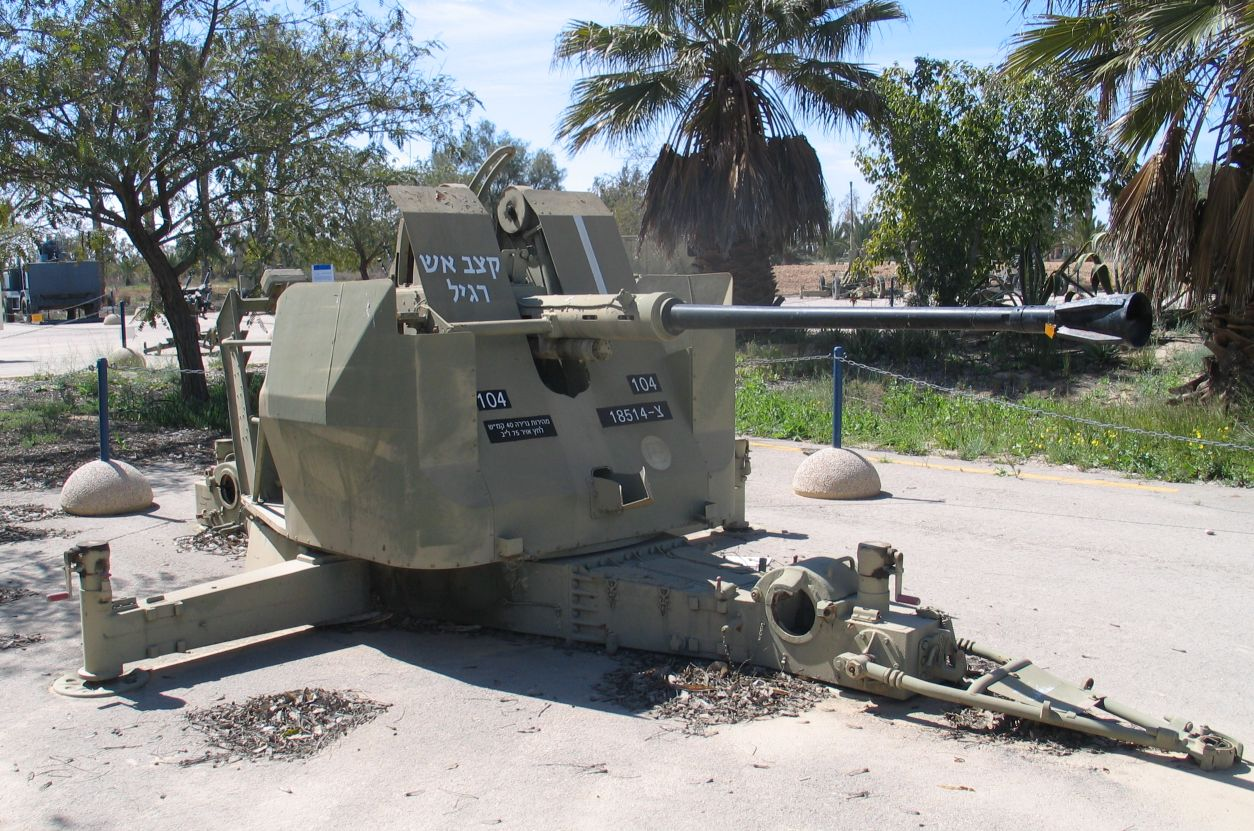
陸上型単装砲
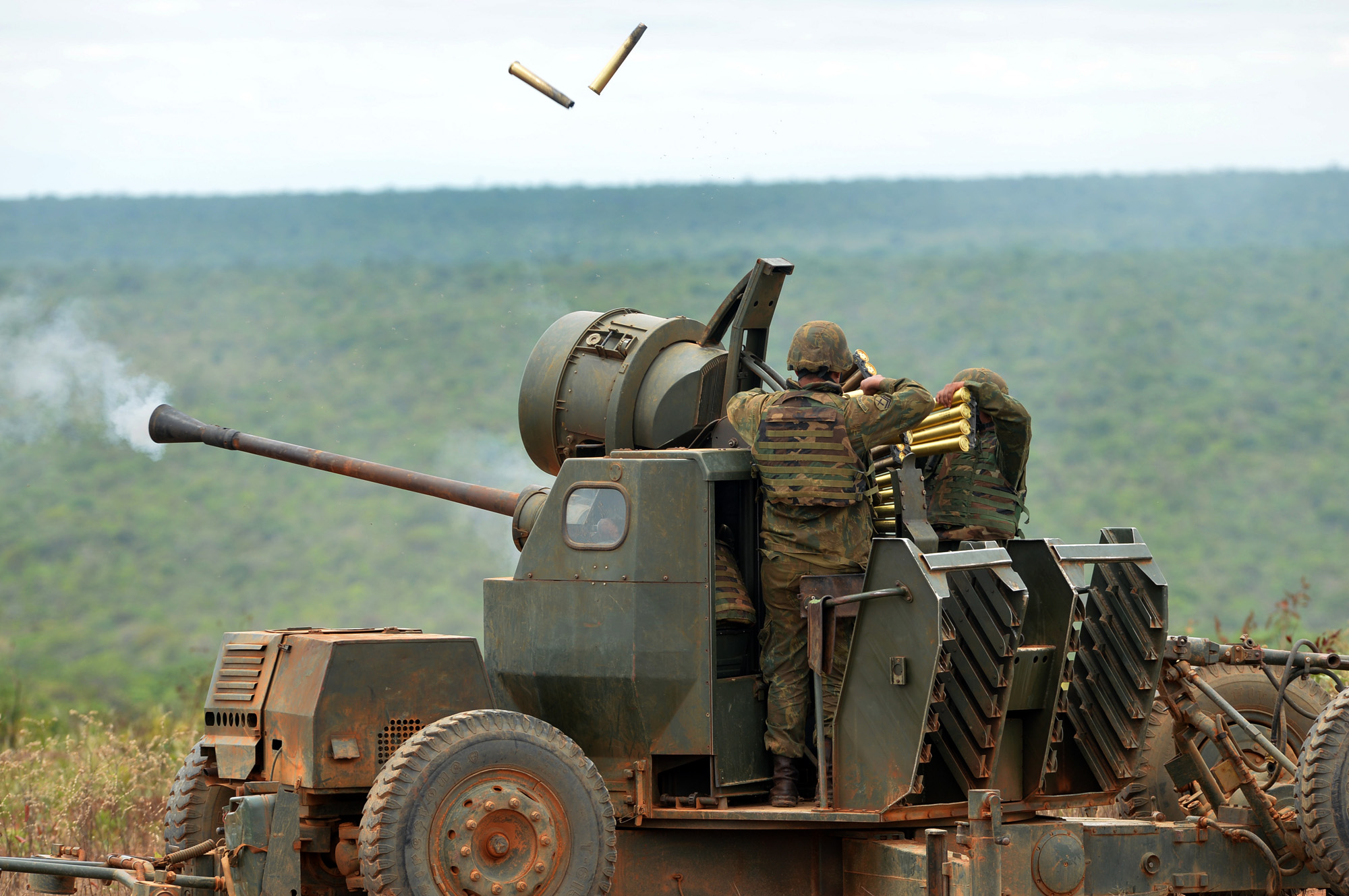
BOFI-R型単装砲
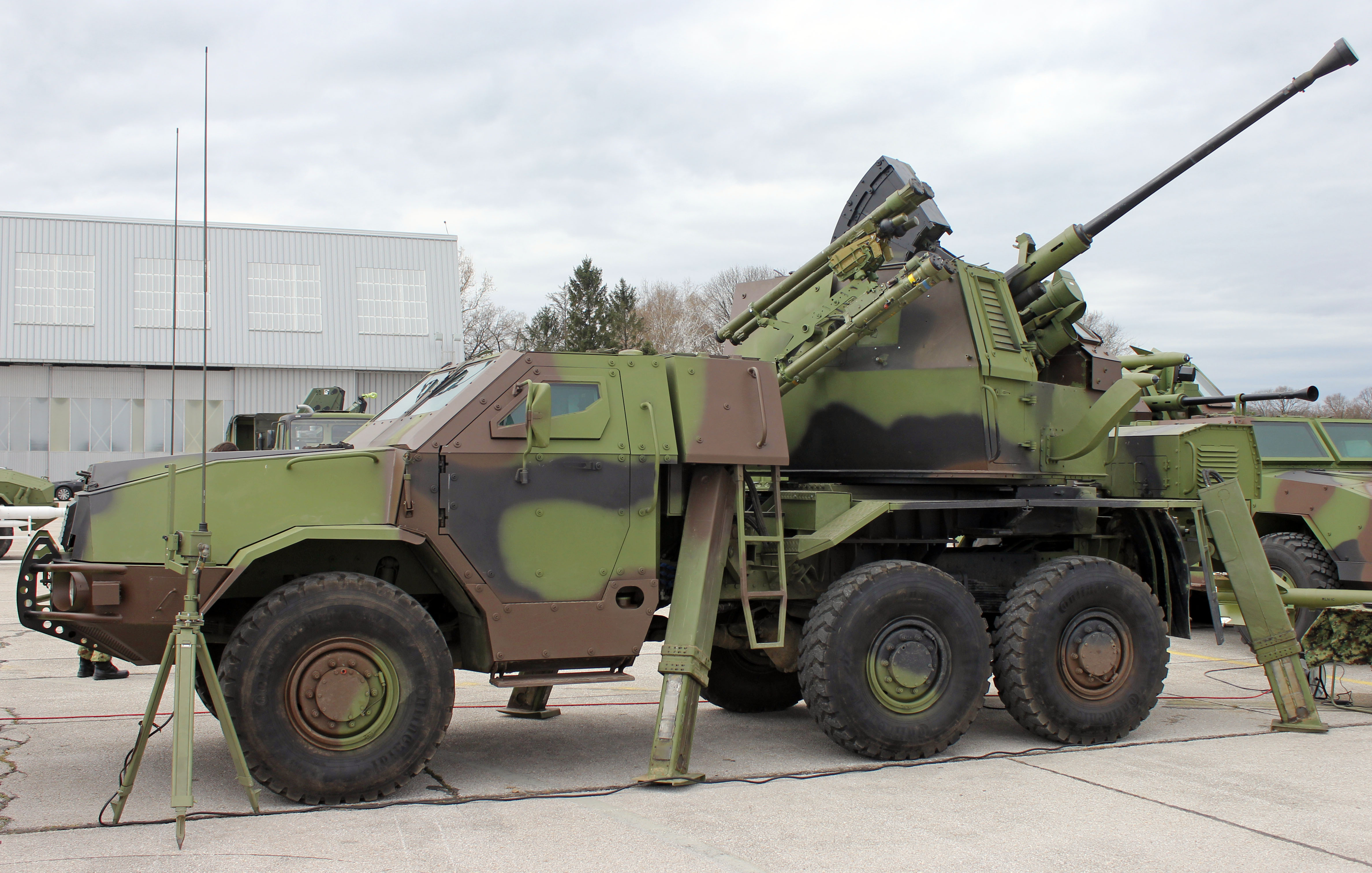
地対空ミサイルと統合された自走化システム（PASARS-16）

### 艦載型

#### ボフォース製品
ボフォース社の艦載マウントとしては、SAK 40L/70-315、-350、-520の3つの基本モデルが発表された。SAKとは「艦載自動砲」（Skepps Automat Kanon）の略語であった。
SAK 40L/70-315
最も簡便な単装型の手動操作式マウントである。総重量は2,870キロ、旋回径は3.31メートル、弾薬ラックには96発を収容できた。
SAK 40L/70-350
-315と同様の設計だが、電気油圧式パワードライブを採用し、FCSによる遠隔操縦に対応した（非常用の手動式クランクも用意されていた）。またジャイロ式の安定化装置も採用された。
SAK 40L/70-520
-350と同様の設計だが、ブレーダ社製の自動給弾装置（AFD）を追加することで総重量が3,450キロに増加したかわり、砲員は2名に減少した。
なお、SAK 40L/70-520の多くはマウントの上に風雨避けのため繊維強化プラスチック（FRP）製のカバーを取り付けていたが、これはその他のSAK 40/70モデルにも取り付け可能であった。
1980年代初頭からは、BOFIの成果を踏まえて、マウントに火器管制レーダーなどのセンサ類を統合したモデルとしてSAK 40L/70-600の開発が開始されており、これは後にトリニティと改称された。これは機関砲・FCS・砲弾を三位一体に例えたことに由来する名称であり、発射速度を330発/分に向上させたほか、砲口初速を1,100メートル毎秒に引き上げるとともに知能化した新型の3P（Pre-fragmented, Programmable, Proximity-fused: 調整破片・プログラム可能・近接信管）弾と組み合わせることで、CIWSとしての運用にも対応することとなっていた。結局トリニティが完成品として製品化されることはなかったが、3P弾は、通常の40×365mmR弾と同程度の初速に抑えたうえで製品化された。またトリニティのために開発された給弾機構は、既存の砲へのバックフィットも行われた。
そしてトリニティの成果を踏まえて、そのFCSを省いた簡易版として製品化されたのがMk 3であった。従来の砲と同初速だが3P弾の運用には対応し、発射速度も330発/分とされ、トリニティのために開発された給弾機構の小改正型が導入された。砲の旋回・俯仰が電気油圧駆動式となったことで、むしろトリニティよりもわずかに高速化した。
また2012年には、より軽量・安価なMk 4が登場した。発射速度は300発/分とわずかに低下したが、砲の駆動を電気油圧式から全電気式に変更するなどの改良により、重量・体積・価格ともに40パーセントの低減を実現した。砲自体はスウェーデン陸軍のCV9040に搭載されているボフォース 40/70Bの改良型である。

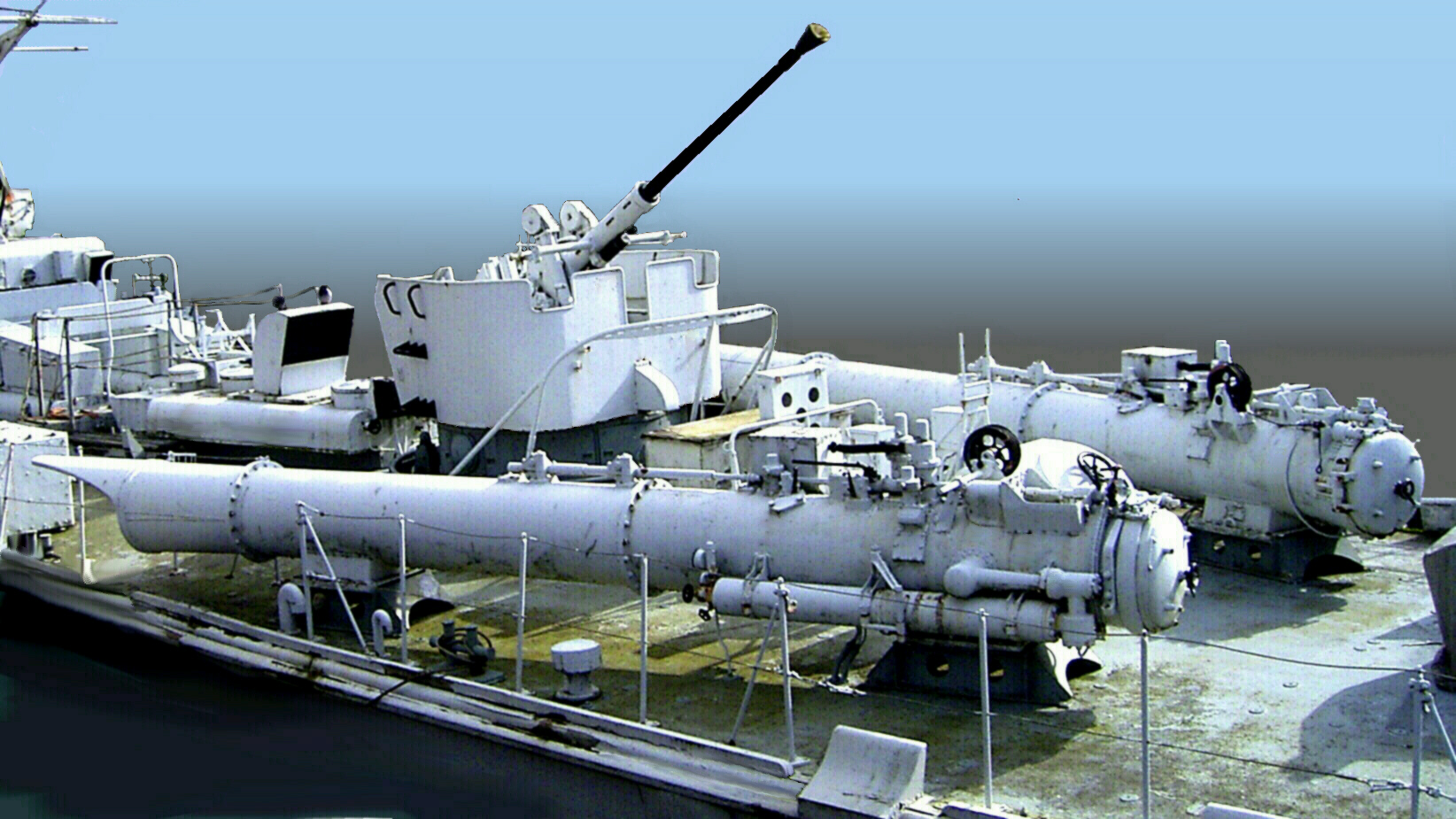
SAK 40L/70-350（ヤグアル級魚雷艇の搭載砲）
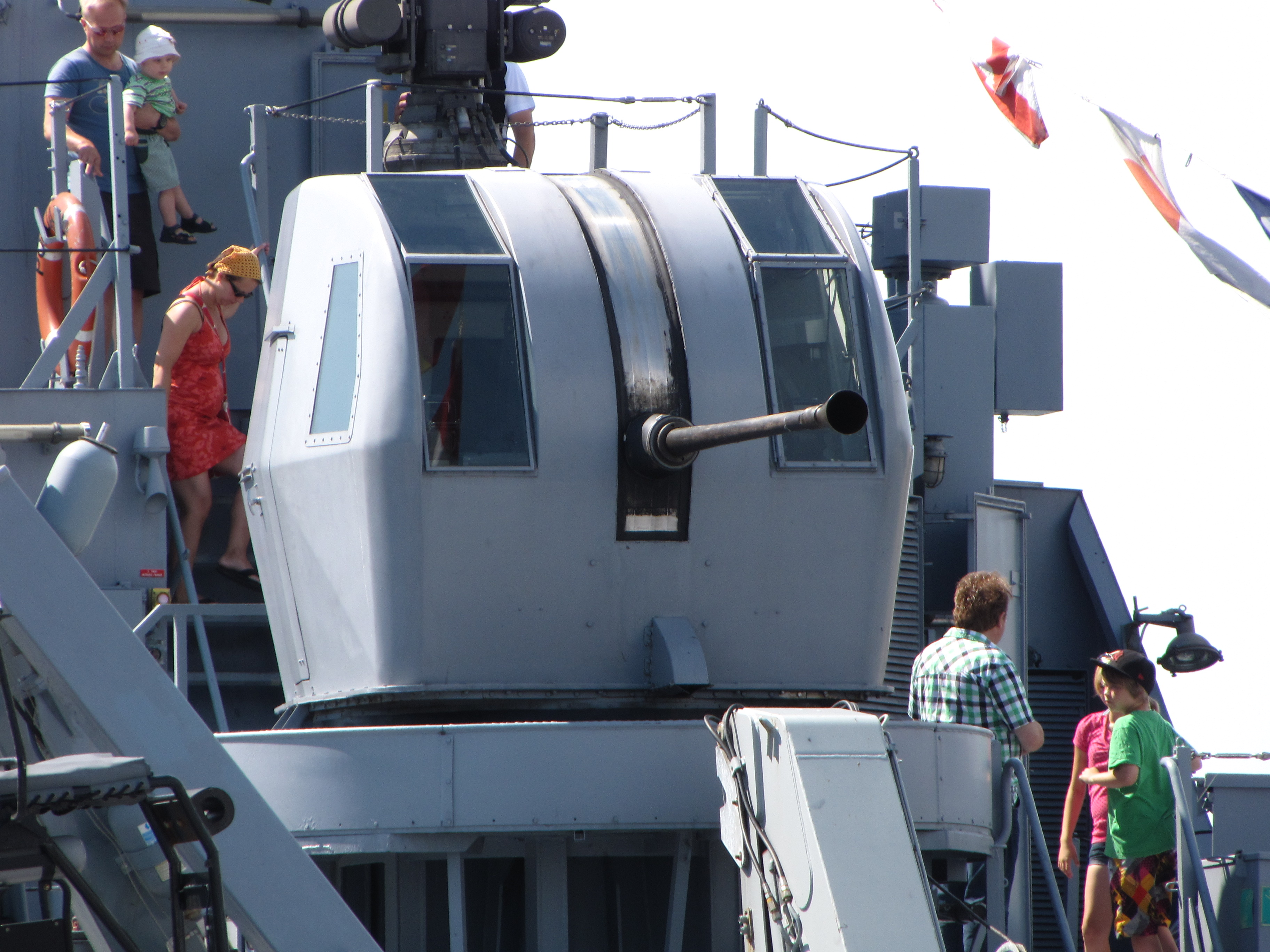
カバーを取り付けたSAK 40L/70-350
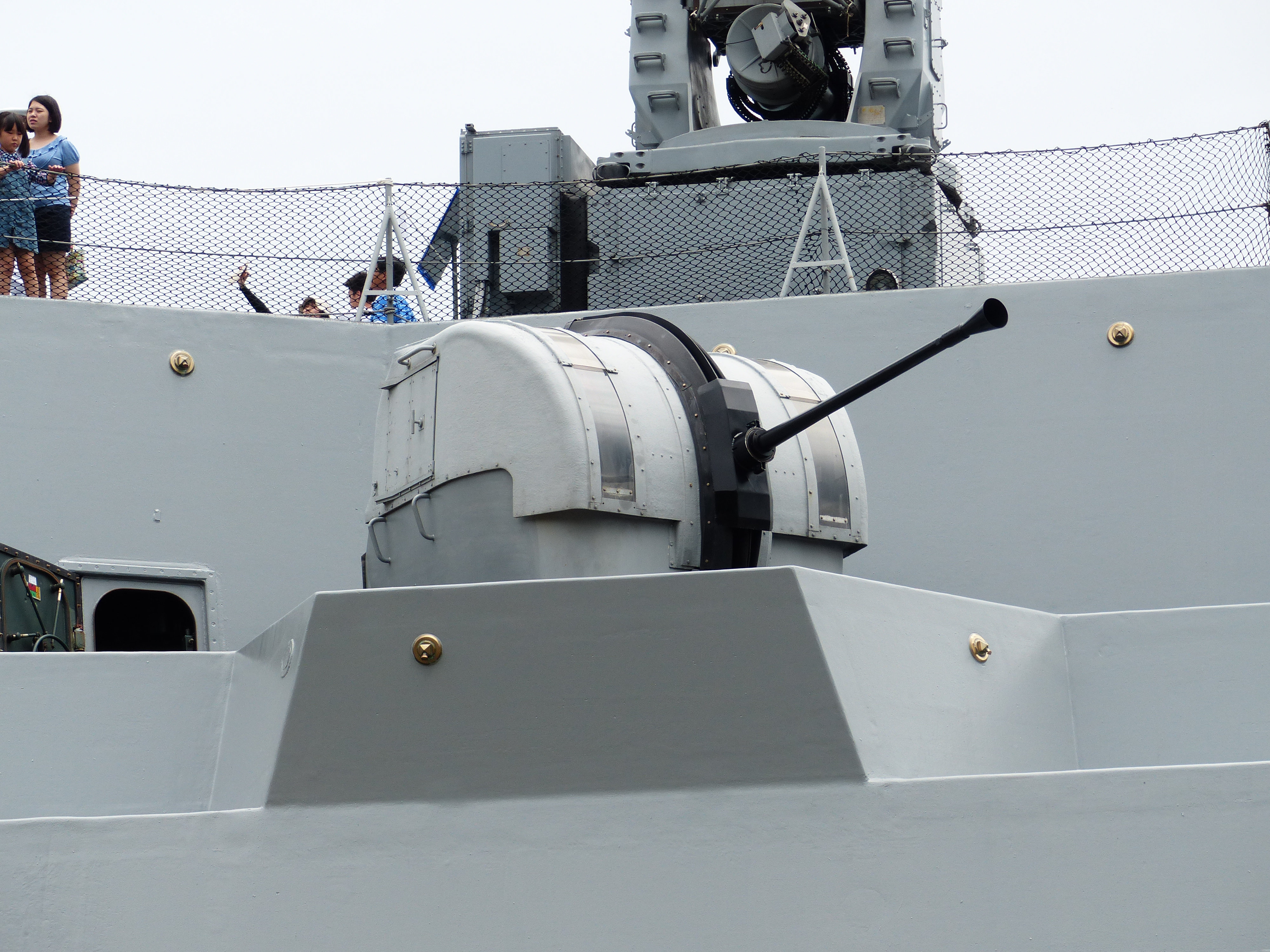
中華民国海軍康定級フリゲートSAK 40L/70-520
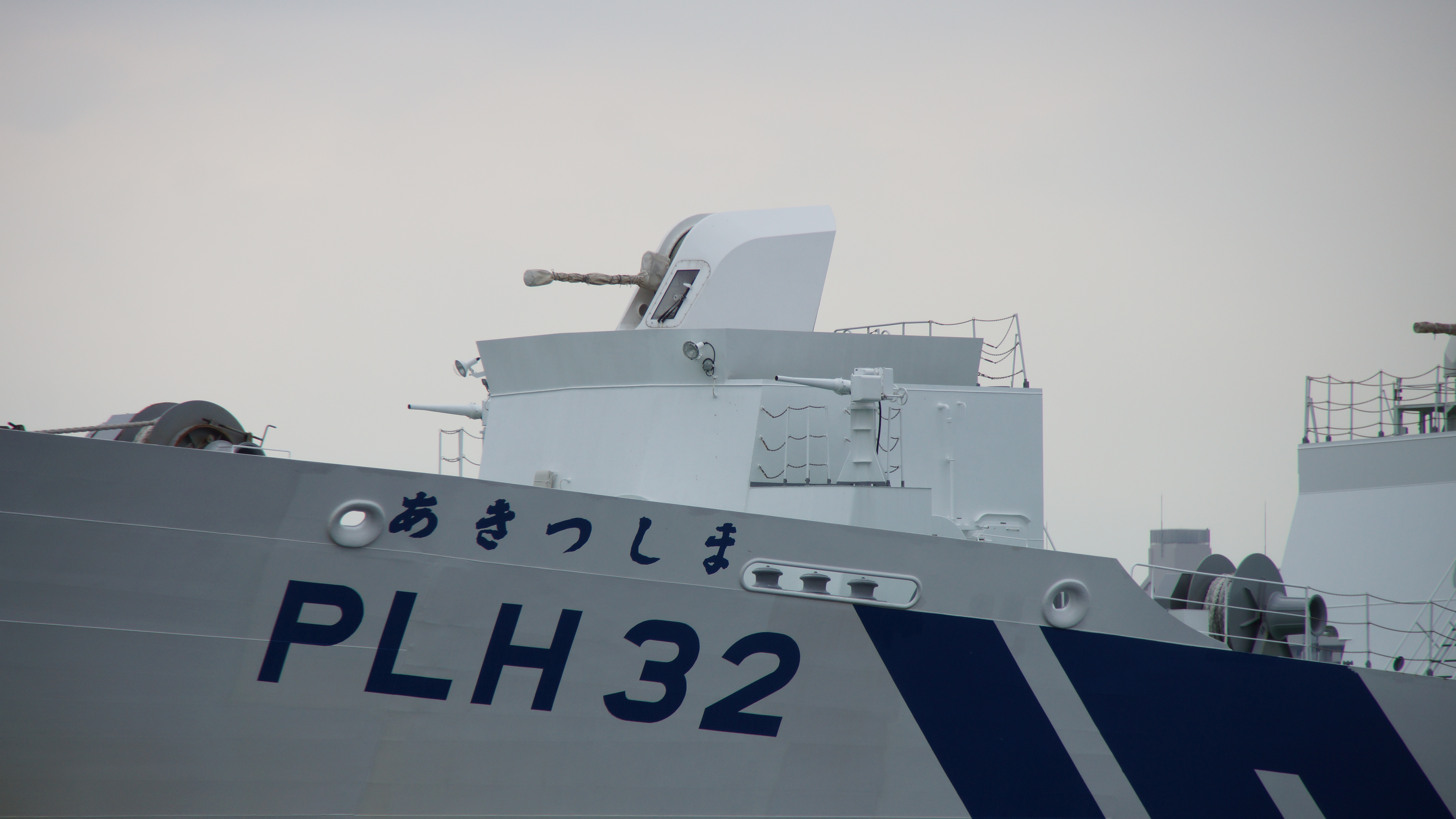
Mk.3（「あきつしま」の搭載砲）
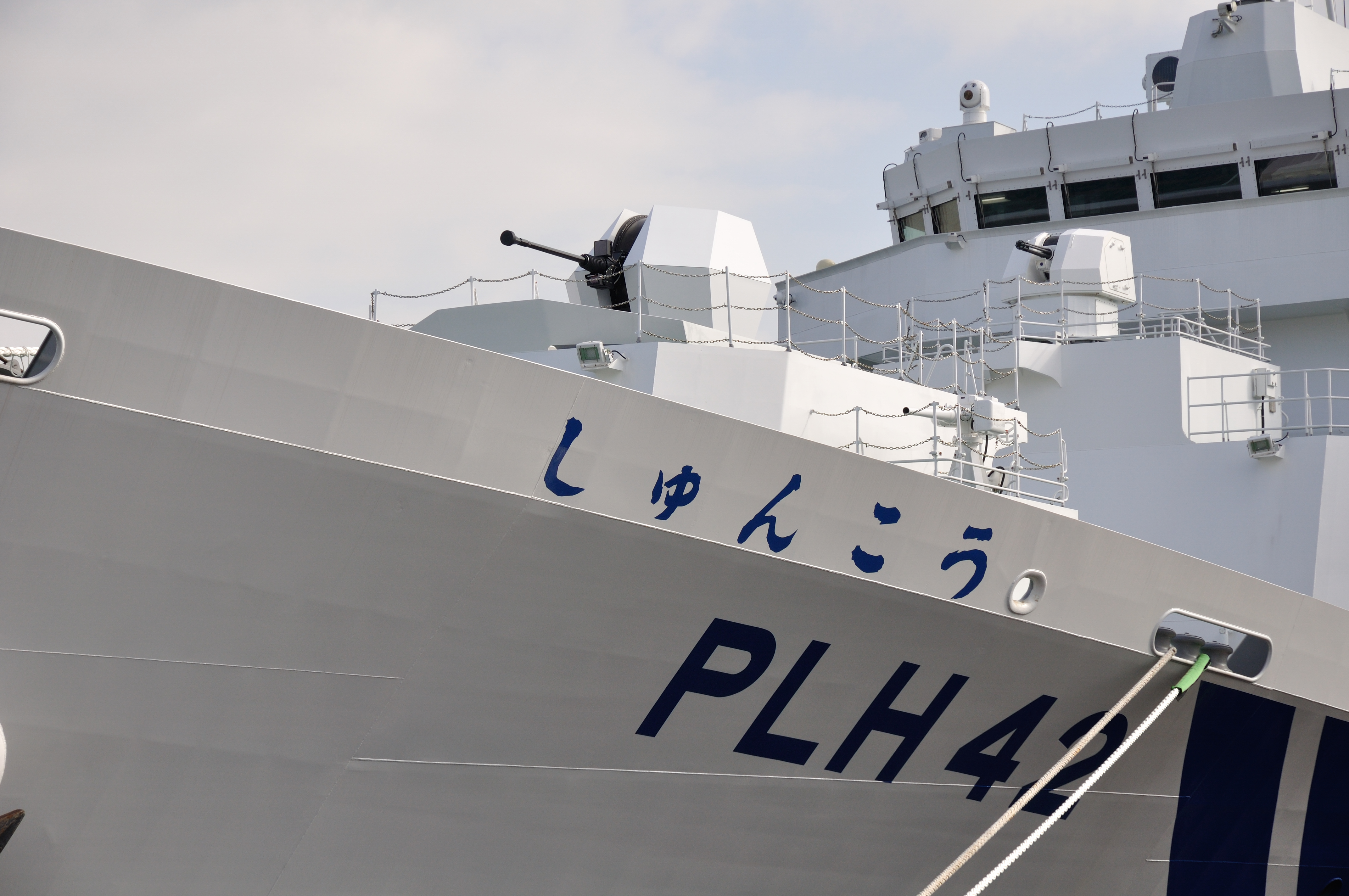
Mk.4（「しゅんこう」の搭載砲）

#### ブレーダ製品

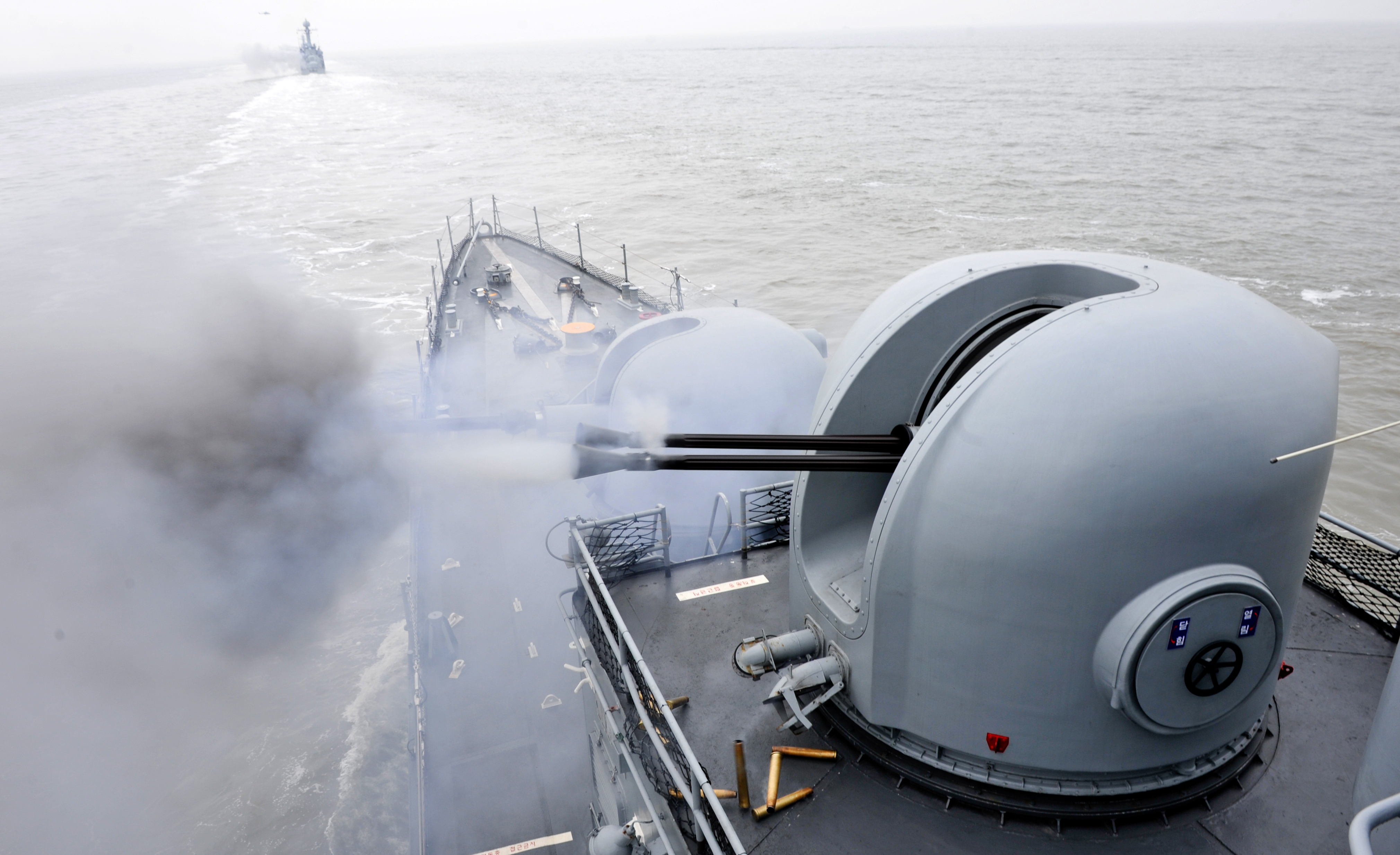
コンパクト・フォーティ（またはファスト・フォーティ）の発砲シーン。

イタリアのブレーダ社は、1969年より本砲のライセンス生産に着手するとともに、独自の艦載マウントを製品化した。
最初期に製品化された105型は連装マウントで、砲それぞれに32発入りの弾倉を備えていたが、通常の4発入り挿弾子での給弾も可能であった。106型は旋回・俯仰を動力化して遠隔操縦にも対応したモデル、107型はその単装モデルであった。107型は1988年まで生産されていた。
また上記の通り、ブレーダ社は本砲のための自動給弾装置（AFD）を開発してボフォース社のSAK 40L/70-520に供給しており、自社でも520R型として製品化したほか、改良されたデジタル式のサーボドライブ・システムを備えた564型（350P）も開発した。一方、64型では100発入りの弾倉を使用した。
これらに続く70型はコンパクト・フォーティとも通称され、世界的に広く採用された。これはFRP製のドーム型砲盾を備えた連装マウントで、自動化を進めたことで無人での運用が可能となっている。本砲では、マウント直下に設置した弾倉ドラムから延長フィードによって給弾する方式を採用しており、収容弾数に応じてA型（736発装填）とB型（444発装填）の二種類のタイプが存在する。イタリア海軍ではダルド・システムによって管制されて、CIWSとして運用される。
そして1990年代初頭からは、更に発展させたファスト・フォーティへと移行した。これは上記の通り改良した砲を使用しており、発射速度を1門あたり450発/分、連装マウント全体で900発/分まで向上させた。またマウントの設計も改良することで射撃精度も向上し、対艦ミサイルに対する有効射程を3,000メートルまで延伸した。更には、マウント下の弾倉とは別にマウント内にも即応弾倉が設けられており、ここにはAPFSDS弾200発を収容して、目標が1,000メートル以内に進入した場合には自動的にこちらに切り替わるようになっている。既存のコンパクト型マウントからファスト型への改修も可能である。また単装型もラインナップされている。

## 運用国一覧
- アルゼンチン[8]
- バーレーン[9]
- ベルギー[10]
- ボスニア・ヘルツェゴビナ[11]
- ブラジル[12]
- デンマーク[10]
- ジブチ[13]
- エクアドル - 2024年時点で、エクアドル陸軍がL/70とM1A1を合わせて30基保有[14]。
- フィンランド
- フランス[10]
- ガボン[15]
- ドイツ: ライセンス生産も行っている[16]
- インド[17]: ライセンス生産も行っている[16]
- インドネシア - 2024年時点で、インドネシア海兵隊がL60とL70を合わせて5基保有[18]。
- イラン[19]
- アイルランド - アイルランド陸軍が運用[20]。退役済み[21]。
- イスラエル[22]
- イタリア: ライセンス生産も行っている[10]。
- 日本[23]
- ケニア[24]
- 大韓民国[25]
- ラトビア[26]
- マレーシア[27]
- オランダ: ライセンス生産も行っている[16]
- ナイジェリア[28]
- ノルウェー[10]
- ポルトガル[10]
- サウジアラビア[29]
- セルビア[30]
- スウェーデン[1]
- スペイン: ライセンス生産も行っている[16]
- 中華民国: [31]
- タイ: [32]
- トルコ:[10][33]
- イギリス: ライセンス生産も行っている[16]
- アメリカ合衆国: ライセンス生産も行っている[16]
- ベネズエラ: [34]